# Jade Weber
Jade Weber (* 7. März 2005 in Hongkong) ist eine französische Schauspielerin und Model.

## Leben und Karriere
Weber wurde in Hongkong geboren ihre Eltern in Frankreich. Sie tanzte von klein auf. Ihr Auftreten umfasste Ballett, Jazz, Contemporary und Hip-Hop. Im Alter von 9 Jahren begann sie zu modeln. Sie hat mit Marken wie Forever 21, H&M, Hudson Jeans, Ralph Lauren, Levi’s, Abercrombie and Fitch, Justice, Bloomingdale's, Miss Behave Girl, Nordstrom, Kohl's, Modern Queen Kids, Guess und Tilly's gearbeitet.
2017, sie war 12 Jahre alt, wurde sie von ENewsOf als eines der zehn schönsten Kinder der Welt nominiert. Neben ihrer Modelkarriere begann sie auch zu schauspielern. Ihr Debüt gab Weber 2016 in dem Kurzfilm Color My Dreams. Außerdem spielte sie 2020 in den Film Tiger Within mit. Unter anderem trat sie 2021 in After Mask auf.

## Filmografie
- 2016: Color My Dreams (Kurzfilm)
- 2018: Keys (Fernsehserie, 3 Folgen)
- 2018: Escape (Kurzfilm)
- 2020: Tiger Within
- 2021: After Mask